# Чащилова
Чащилова — деревня в Кудымкарском районе Пермского края. Входит в состав Егвинского сельского поселения. Располагается северо-восточнее от города Кудымкара. Расстояние до районного центра составляет 12 км. По данным Всероссийской переписи населения 2010 года, в деревне проживало 113 человек (51 мужчина и 62 женщины).

## История
По данным на 1 июля 1963 года, в деревне проживало 108 человек. Населённый пункт входил в состав Егвинского сельсовета.